# Wotton
Wotton es un municipio canadiense situado en la provincia de Quebec.

## Superficie
Wotton tiene una superficie de 143,15 km².

## Demografía
En 2021, tenía 1402 habitantes, una densidad poblacional de 9,8 hab./km², y 680 viviendas.